# 데브 할런드

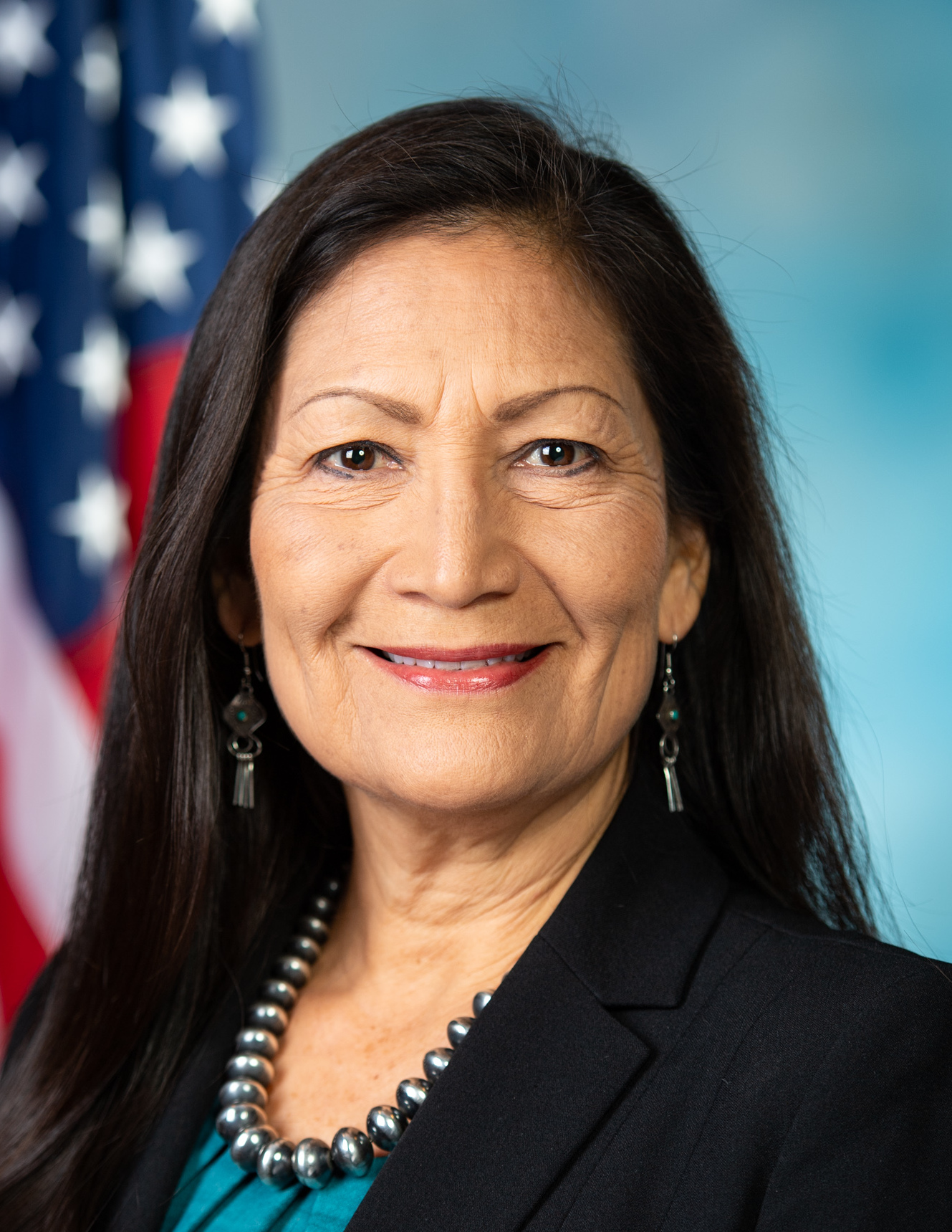
데브 할런드

데브라 앤 할런드(영어: Debra Anne Haaland , 1960년 12월 2일 ~ )는 미국의 정치인이다. 민주당 뉴멕시코주 의장을 역임하였고, 뉴멕시코주 제1선거구의 연방하원의원이다. 2020년 12월 조 바이든 대통령 당선인의 초대 내각의 내무부 장관으로 지명되었다. 이는 1775년 영국의 북아메리카 13개 식민지 중 12개 의회의 대표들의 회의체인 대륙회의 산하에 인디언 사무국이 세워진 이래, 비원주민계가 아메리카 원주민 정무를 맡아온 245년의 기록이 깨어진 것으로 평가받는다.

## 어린 시절 및 교육
1960년 애리조나주 윈슬로(Winslow)에서 군인 부모 사이에서 태어났다. 그녀는 21개 푸에블로 인디언 부족들 중 하나인 뉴멕시코주 등지에 사는 라구나 푸에블로 (Laguna Pueblo) 인디언 부족의 정식 부족원이다. 모친 마리 토야(Mary Toya)는 아메리카 원주민 여성이며, 미국 해군에 복무했다. 부친 제이 디 "더치" 할런드(J. D. "Dutch" Haaland)는 노르웨이계 미국인으로 미국 해병대원 복무 중 베트남 전쟁에서의 공훈으로 은성훈장을 수여했다. 형제자매로는 3녀 1남이 있다.
고등학교 졸업 후 지역 제과점에서 일하였고, 28세에 뉴멕시코 대학교에 진학하였다. 1994년 영어영문학 전공으로 학사(B.A.)학위를 취득했다. 졸업 4일 뒤 딸 소마(Somáh)를 낳았으며, 한부모로서 생계를 위해 살사 회사를 만들어 운영하였다. 사업체 운영 기간 동안 사업 소득으로 생계를 유지하지 못할 때가 있었고, 이로 인해 친구 집에 거주하거나, 때때로 식료품을 얻기 위해 푸드 스탬프 프로그램에 신청하곤 했다.
2006년 뉴멕시코 대학교 로스쿨의 법무 및 원주민 부족 프로그램(Law and Indigenous Peoples Program)에서 인디언 법 (Indian law) 전공으로 법무박사(J.D.)를 취득하였으나, 뉴멕시코주 변호사 협회에 가입하지 않았다. 할런드는 라구나 푸에블로 (Laguna Pueblo) 인디언 부족의 라구나 발전 회사 이사회 (Laguna Development Corporation Board of Directors) 최초의 여성 의장으로 당선되어, 뉴멕시코에서 두번째로 큰 아메리칸 원주민 카지노의 사업 운영을 관할했고, 사업체가 환경친화적인 경영실천을 위한 정책을 도입하고 그에 전념하는 데에 힘썼다.

## 초기 정치 경력
2012년 버락 오바마 대통령의 재선 캠페인의 뉴멕시코주의 아메리카 원주민의 투표 디렉터로 일했다.
2015년 4월, 2년 임기의 뉴멕시코주 민주당 의장으로 당선되었다.

## 미국 연방 하원 의원
2018년 11월 뉴멕시코주 제1선거구의 연방 하원 의원 선거에서 59.1%의 득표율로 당선되었다. 그는 캔자스주 연방하원의원으로 당선된 샤리스 데이비드(Sharice Davids)와 함께 최초의 미국 원주민 여성 연방 하원의원 2명 중 하나가 되었다. 2019년 1월 취임식에서 푸에블로족 전통 드레스, 목걸이, 부츠를 착용하였다. 이후 내무부를 감독하는 미 하원 천연자원위원회에서 2년동안 활동하였으며, 트럼프 행정부의 석유·가스 시추 확대 정책을 비판했다. 낸시 펠로시 하원의장은 할런드를 가장 인정받는 하원의원 중 한 명이라고 높게 평가했다.
연방 하원 의원 재선에 도전하여, 2020년 11월 58.2%의 득표율로 당선되었다.

## 미국 내무부장관 지명
2020년 12월 조 바이든 내각의 초대 내무부 장관 후보로 지명되었다. 할런드는 애초 유력 후보가 아니었으나, 50명 이상의 연방하원의원, 원주민 단체, 할리우드 연예인 등이 내무장관 지명 운동을 펼친 것이 후보 지명에 영향을 끼친 것으로 알려졌다. 전미 원주민 부족들의 권리단체인 ‘아메리칸 인디언 전국회의’(National Congress of American Indians, NCAI)는 첫 번째 아메리카 원주민을 내무장관으로 임명하기 위한 결의안을 2020년 11월 열린 2020년 연례회의에서 열린 정기총회에서 통과시켰다. 미국 환경학자, 저널리스트, 국제환경운동가 빌 맥키번(Bill McKibben)은“할런드 내무장관은 미국 역사에 큰 전환점이 될 것”이라고 평가했다. 120명이 넘는 원주민 지도자들은 공동 서한을 바이든 당선인에게 보내어 “이미 오래전에 원주민계 내무장관이 나와야 했다”며 할런드의 지명을 촉구했다.

## 사적인 삶
자녀로 딸인 소마(Somáh)가 있으며, 할런드가 홀로 키웠다. 가톨릭교도이다.

## 역대 선거 결과
| 선거명      | 직책명                        | 대수  | 정당   | 득표율 | 득표수    | 결과 | 당락                 |
| ----------- | ----------------------------- | ----- | ------ | ------ | --------- | ---- | -------------------- |
| 2014년 선거 | 뉴멕시코 부지사               | 29대  | 민주당 | 42.78% | 219,362표 | 2위  | 낙선                 |
| 2018년 선거 | 하원의원 (뉴멕시코 제1선거구) | 116대 | 민주당 | 59.13% | 147,336표 | 1위  | 뉴욕주 하원의원 당선 |
| 2020년 선거 | 하원의원 (뉴멕시코 제1선거구) | 117대 | 민주당 | 58.19% | 186,953표 | 1위  | 뉴욕주 하원의원 당선 |